# Microlejeunea strasbergii
Microlejeunea strasbergii là một loài Rêu trong họ Lejeuneaceae. Loài này được Bardat & Ah-Peng mô tả khoa học đầu tiên năm 2011.